# San Pedro Mixtepec Distrito 26
San Pedro Mixtepec Distrito 26 là một đô thị thuộc bang Oaxaca, México. Năm 2005, dân số của đô thị này là 1066 người.